# Ebenezer Ofori
Ebenezer Ofori, né le 1er juillet 1995 à Kumasi, est un footballeur international ghanéen. Évoluant au poste de milieu défensif, il joue actuellement au FK Žalgiris.

## Biographie

### En club
Le 31 janvier 2017, Ofori signe un contrat de trois ans et demi avec le VfB Stuttgart. En février 2018, il est prêté pour la saison 2018 au New York City FC en Major League Soccer.

### En équipe nationale
Ebenezer Ofori participe avec l'équipe du Ghana des moins de 20 ans à la Coupe d'Afrique des nations junior 2013. Lors de cette compétition, il joue cinq matchs. Le Ghana atteint la finale de cette compétition, en étant battu par l'Égypte. Cette performance lui permet de participer à la Coupe du monde des moins de 20 ans 2013, lors de laquelle il joue deux matchs. 
En janvier 2017, il fait partie des 23 joueurs ghanéens sélectionnés pour participer à la Coupe d'Afrique des nations 2017.

## Palmarès
Avec l'équipe du Ghana des moins de 20 ans
- Finaliste de la Coupe d'Afrique des nations junior en 2013
- Troisième de la Coupe du monde des moins de 20 ans en 2013

VfB Stuttgart 
- Champion de 2. Bundesliga en 2017

## Statistiques
Le tableau ci-dessous récapitule les statistiques d'Ebenezer Ofori lors de sa carrière professionnelle en club :
| Saison                | Club                   | Championnat           | Championnat | Championnat | Coupe(s) nationale(s) | Coupe(s) nationale(s) | Compétition(s) continentale(s) | Compétition(s) continentale(s) | Compétition(s) continentale(s) | Total | Total |
| Saison                | Club                   | Division              | M.          | B.          | M.                    | B.                    | Comp.                          | M.                             | B.                             | M.    | B.    |
| 2012-2013             | New Edubiase United FC | 1                     | 17          | 4           | -                     | -                     | -                              | -                              | -                              | 17    | 4     |
| 2013                  | AIK Fotboll            | 1                     | 4           | 0           | 1                     | 0                     | -                              | -                              | -                              | 5     | 0     |
| 2014                  | AIK Fotboll            | 1                     | 23          | 1           | 1                     | 0                     | C3                             | 2                              | 0                              | 26    | 1     |
| 2015                  | AIK Fotboll            | 1                     | 27          | 0           | 4                     | 0                     | C3                             | 5                              | 1                              | 36    | 1     |
| 2016                  | AIK Fotboll            | 1                     | 27          | 3           | 1                     | 0                     | C3                             | 6                              | 0                              | 34    | 3     |
| 2016-2017             | VfB Stuttgart          | 2. Bundesliga         | 9           | 0           | -                     | -                     | -                              | -                              | -                              | 9     | 0     |
| 2017-2018             | VfB Stuttgart          | Bundesliga            | 1           | 0           | 1                     | 0                     | -                              | -                              | -                              | 2     | 0     |
| 2018                  | New York City FC       | MLS                   | 28          | 1           | 1                     | 0                     | -                              | -                              | -                              | 29    | 1     |
| 2019                  | New York City FC       | MLS                   | 20          | 2           | 1                     | 0                     | -                              | -                              | -                              | 21    | 2     |
| Total sur la carrière | Total sur la carrière  | Total sur la carrière | 156         | 11          | 10                    | 0                     | -                              | 13                             | 1                              | 179   | 12    |